# Lista de prefeitos de São Roque (São Paulo)
Esta é a lista de prefeitos e vice-prefeitos do município de São Roque, estado brasileiro de São Paulo.
| Nº | Nome                                              | Partido                                          | Vice-prefeito                                 | Início do mandato       | Fim do mandato         | Observações                                                                                   |
| 1  | Bento Antônio Pereira                             | Partido Republicano Paulista PRP                 | Octaviano Santos Moreira                      | janeiro de 1908         | dezembro de 1910       | Prefeito eleito indiretamente                                                                 |
| 2  | Vicente Júlio de Oliveira                         | Partido Republicano Paulista PRP                 | José Dias Thomaz                              | dezembro de 1910        | janeiro de 1912        | Prefeito eleito indiretamente                                                                 |
| 3  | José Dias Thomaz                                  | Partido Republicano Paulista PRP                 | Mariano da Silveira Soares                    | março de 1912           | dezembro de 1916       | Prefeito eleito indiretamente                                                                 |
| 4  | Paulino Hermílio de Campos                        | Partido Republicano Paulista PRP                 | Pedro Dittrich Júnior                         | janeiro de 1917         | dezembro de 1921       | Prefeito eleito indiretamente                                                                 |
| 5  | Attilio Caproni                                   | Partido Republicano Paulista PRP                 | Júlio Arantes de Freitas                      | janeiro de 1922         | janeiro de 1924        | Prefeito eleito indiretamente                                                                 |
| 6  | Antônio Dias Bastos                               | Partido Republicano Paulista PRP                 | Marcelo Viana                                 | janeiro de 1924         | janeiro de 1925        | Prefeito eleito indiretamente                                                                 |
| 7  | Júlio Arantes de Freitas                          | Partido Republicano Paulista PRP                 | Nemyr Onofre Serpa                            | janeiro de 1925         | dezembro de 1927       | Prefeito eleito indiretamente                                                                 |
| 8  | Bento Antônio Pereira                             | Partido Republicano Paulista PRP                 | Euclides de Oliveira                          | janeiro de 1928         | dezembro de 1928       | Prefeito eleito indiretamente                                                                 |
| 9  | Euclides de Oliveira                              | Partido Republicano Paulista PRP                 | Antonio Pádua de Oliveira                     | janeiro de 1929         | novembro de 1930       | Prefeito eleito indiretamente                                                                 |
| 10 | Ismael Victor de Campos                           | Partido Democrático PD                           | Silvio José Andriotti Silveira                | dezembro de 1930        | julho de 1933          | Prefeito nomeado                                                                              |
| 11 | Argeu Villaça                                     | Partido Constitucionalista Paulista PCP          | Vicente José Rocco                            | julho de 1933           | julho de 1936          | Prefeito nomeado                                                                              |
| 12 | Garfield Pereira Barreto                          | Partido Popular Progressista PPP                 | Aloísio de Melo                               | agosto de 1936          | julho de 1939          | Prefeito nomeado                                                                              |
| 13 | João Gabriel Pinto da Costa                       | Partido Popular Progressista PPP                 | Sebastião Almeida Vieira                      | julho de 1939           | janeiro de 1943        | Prefeito nomeado                                                                              |
| 14 | Luiz Leite Penteado                               | Frente Republicana Paulista FRP                  | Gentil de Oliveira                            | fevereiro de 1943       | julho de 1944          | Prefeito nomeado                                                                              |
| 15 | Gentil de Oliveira                                | Partido Social Democrático PSD                   | Bernardino de Lucca                           | agosto de 1944          | dezembro de 1945       | Prefeito nomeado                                                                              |
| 16 | Bernardino de Lucca                               | Partido Social Progressista PSP                  | Remo Tagliassachi                             | janeiro de 1946         | maio de 1947           | Prefeito nomeado                                                                              |
| 17 | Remo Tagliassachi                                 | Partido Social Progressista PSP                  | José Lamaciê Ferreira                         | maio de 1947            | 31 de dezembro de 1947 | Prefeito nomeado                                                                              |
| 18 | Joaquim Firmino de Lima                           | Partido Republicano PR                           | Wilson da Silva Cardoso                       | 1º de janeiro de 1948   | 31 de dezembro de 1951 | Prefeito eleito em sufrágio universal                                                         |
| 19 | Danton Castilho Cabral                            | Partido Social Progressista PSP                  | Horacio Manley Lane                           | 1º de janeiro de 1952   | fevereiro de 1955      | Prefeito e vice eleitos em sufrágio universal cujo titular renuncia ao mandato                |
| —  | Horacio Manley Lane                               | Partido Trabalhista Nacional PTN                 | Cargo vago                                    | março de 1955           | 31 de dezembro de 1955 | Vice-prefeito eleito no cargo de prefeito                                                     |
| 20 | Livio Tagliassachi                                | Partido Social Progressista PSP                  | João Chesini                                  | 1º de janeiro de 1956   | 31 de dezembro de 1959 | Prefeito e vice eleitos em sufrágio universal                                                 |
| 21 | Mário Luiz Campos de Oliveira                     | Partido Democrata Cristão PDC                    | Vasco Barioni                                 | 1º de janeiro de 1960   | 31 de dezembro de 1963 | Prefeito e vice eleitos em sufrágio universal                                                 |
| 22 | Heitor Boccato                                    | Aliança Renovadora Nacional ARENA                | Joaquim Baptista Affonso                      | 1º de janeiro de 1964   | 31 de janeiro de 1969  | Prefeito e vice eleitos em sufrágio universal                                                 |
| 23 | Henrique Luiz Arnóbio                             | Aliança Renovadora Nacional ARENA                | Dante Teixeira Bastos                         | 1º de fevereiro de 1969 | 31 de janeiro de 1973  | Prefeito e vice eleitos em sufrágio universal                                                 |
| 24 | Jarbas de Moraes                                  | Aliança Renovadora Nacional ARENA                | Ney Costa Santos                              | 1º de fevereiro de 1973 | 31 de janeiro de 1977  | Prefeito e vice eleitos em sufrágio universal                                                 |
| 25 | Quintino de Lima                                  | Movimento Democrático Brasileiro MDB             | Antônio Carlos Moya de Oliveira               | 1º de fevereiro de 1977 | fevereiro de 1982      | Prefeito e vice eleitos em sufrágio universal                                                 |
| —  | Antônio Carlos Moya de Oliveira                   | Partido do Movimento Democrático Brasileiro PMDB | Cargo vago                                    | fevereiro de 1982       | 31 de janeiro de 1983  | Vice-prefeito eleito no cargo de prefeito                                                     |
| 26 | Mário Luiz Campos de Oliveira                     | Partido do Movimento Democrático Brasileiro PMDB | Zito Garcia                                   | 1º de fevereiro de 1983 | 31 de dezembro de 1988 | Prefeito e vice eleitos em sufrágio universal                                                 |
| 27 | José Fernandes Garcia, Zito Garcia                | Partido do Movimento Democrático Brasileiro PMDB | Antonio Carlos Pereira Rios                   | 1º de janeiro de 1989   | 31 de dezembro de 1992 | Prefeito e vice eleitos em sufrágio universal                                                 |
| 28 | José Antônio Sanches Dias                         | Partido Trabalhista Brasileiro PTB               | Wagner Nunes                                  | 1º de janeiro de 1993   | 22 de julho de 1994    | Prefeito e vice eleitos em sufrágio universal cujo titular fora assassinado durante o mandato |
| —  | Wagner Nunes                                      | Partido Trabalhista Brasileiro PTB               | Cargo vago                                    | 23 de julho de 1994     | 31 de dezembro de 1996 | Vice-prefeito eleito no cargo de prefeito                                                     |
| 29 | Efaneu Nolasco Godinho                            | Partido da Social Democracia Brasileira PSDB     | Antonio Carlos Pereira Rios                   | 1º de janeiro de 1997   | 31 de dezembro de 2000 | Prefeito e vice eleitos em sufrágio universal                                                 |
| 30 | José Fernandes Garcia, Zito Garcia                | Partido do Movimento Democrático Brasileiro PMDB | Antonio Carlos Rodrigues (PT)                 | 1º de janeiro de 2001   | 31 de dezembro de 2004 | Prefeito e vice eleitos em sufrágio universal                                                 |
| 31 | Efaneu Nolasco Godinho                            | Partido da Social Democracia Brasileira PSDB     | Antonio Carlos Pereira Rios (PSDB)            | 1º de janeiro de 2005   | 31 de dezembro de 2008 | Prefeito e vice eleitos em sufrágio universal                                                 |
| 31 | Efaneu Nolasco Godinho                            | Partido da Social Democracia Brasileira PSDB     | Casemiro Manfredi, Miro (PTB)                 | 1º de janeiro de 2009   | 31 de dezembro de 2012 | Prefeito reeleito e vice eleito em sufrágio universal                                         |
| 32 | Daniel de Oliveira Costa, Daniel da Padaria       | Partido do Movimento Democrático Brasileiro PMDB | João Paulo de Oliveira (PSD)                  | 1º de janeiro de 2013   | 31 de dezembro de 2016 | Prefeito e vice eleitos em sufrágio universal                                                 |
| 33 | Cláudio José de Góes                              | Partido da Social Democracia Brasileira PSDB     | José Weber Freire Macedo, Prof. Weber (PCdoB) | 1º de janeiro de 2017   | 31 de dezembro de 2020 | Prefeito e vice eleitos em sufrágio universal                                                 |
| 34 | Marcos Augusto Issa Henriques de Araújo Guto Issa | Podemos PODE                                     | Osmar Henrique Villaca Boccato (REP)          | 1º de janeiro de 2021   | 31 de dezembro de 2024 | Prefeito e vice eleitos em sufrágio universal                                                 |
| 34 | Marcos Augusto Issa Henriques de Araújo Guto Issa | Partido Social Democrático PSD                   | Osmar Henrique Villaca Boccato (REP)          | 1º de janeiro de 2025   | 31 de dezembro de 2028 | Prefeito reeleito e vice reeleito em sufrágio universal                                       |